# Brian Horrocks
Pour les articles homonymes, voir Horrocks.
Brian Gwynne Horrocks (7 septembre 1895 – 4 janvier 1985) est un lieutenant général britannique.

## Première Guerre mondiale et Guerre civile russe
Diplômé de l'Académie militaire royale de Sandhurst, il est nommé sous-lieutenant au Middlesex Regiment (Duke of Cambridge’s Own) [1755-1966] le 8 août 1914, lieutenant le 8 décembre. Le 21 octobre 1914, blessé, il est capturé par les Allemands et reste prisonnier jusqu'à la fin de la guerre.
En 1919, capitaine, il combat l'Armée rouge avec les Russes blancs. Fait prisonnier par les bolchéviques jusqu'en 1920, il reçoit la Military Cross (MC) le 5 mai 1919 pour avoir tenté de s’évader à plusieurs reprises.
Champion de Grande-Bretagne de pentathlon moderne, il participe aux Jeux olympiques d'été de 1924 à Paris.
École de guerre de Camberley (1931-1933). Commandant en 1936.

## Seconde Guerre mondiale

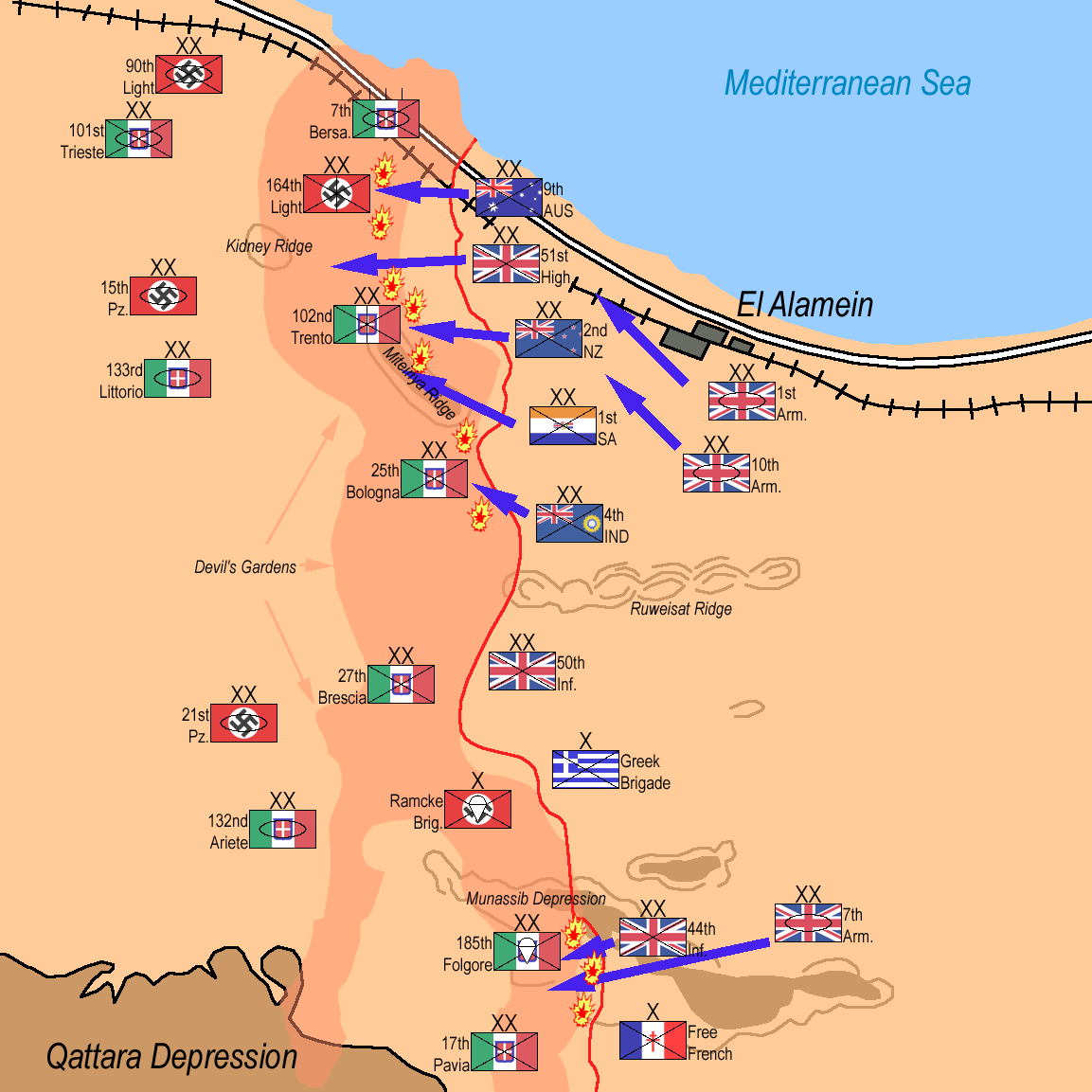
Plan du déroulement de la bataille d'El Alamein en 1942.

Lieutenant-colonel en décembre 1939, affecté au Corps expéditionnaire en France. En juin 1940, il commande la 11e brigade, durant l'évacuation de Dunkerque, puis la 9e brigade.
Colonel le 28 mai 1941, commandant de la 44e division de juin 1941 à mars 1942 puis de la 9e division blindée.
Commandant du 13e corps d’armée (août 1942 à août 1943) notamment pendant les batailles d'Alam Halfa (du 30 août au 7 septembre 1942) et d'El Alamein (du 23 octobre au 4 novembre 1942) ; décoré du Distinguished Service Order (DSO) le 29 décembre 1942.
Cité le 24 juin 1943 et nommé compagnon de l'Ordre du Bain (CB) le 5 août 1943 à l'occasion de la campagne de Tunisie où il est grièvement blessé par un avion allemand, le 19 août 1943.
Il ne reprend le service actif qu'en juin 1944 pour commander le 30e corps blindé pendant les batailles de Normandie, des Ardennes et d'Arnhem. Horrocks libère en 1945 le camp de concentration de Bergen-Belsen ; cité le 22 mars 1943 et le 9 août 1945 puis nommé Chevalier commandeur de l'Ordre de l'Empire britannique (KBE) le 5 juillet 1945.

## Après-guerre
Général de corps d'armée, commandant en chef de l'armée britannique sur le Rhin (1948-1949).
Le 3 juin 1949 il est promu au rang de Chevalier commandeur de l'Ordre du Bain (KCB).
En retraite le 13 janvier 1949, il assure jusqu’en 1963 la fonction honorifique (datant de 1522) de Gentleman Usher of the Black Rod. Ce député marche de la Chambre des lords vers la Chambre des communes, une fois l'an, pour annoncer la venue du souverain, à l'occasion du rituel du discours du souverain ("Queen' Speech"). En effet, depuis 1641 (règne de Charles Ier, le monarque est banni de la Chambre des Communes.
Horrocks a par ailleurs réalisé des programmes militaires[Quoi ?] pour la BBC et écrit de nombreux ouvrages sur l'armée britannique.
Le général Horrocks a reçu les décorations étrangères suivantes : Commandeur de la Legion of Merit (États-Unis, 1948), Commandeur de l'Ordre de Georges Ier (Grèce, 1944), Chevalier Grand Officier avec glaives de l'Ordre d'Orange-Nassau (Pays-Bas, 1946), Grand Officier avec palme de l'Ordre de la Couronne (Belgique, 1947), texte=Croix de guerre 1939-1945 avec palme (Belgique, 1947).
Il meurt le 4 janvier 1985, à 89 ans.

## Distinctions
- Grand officier de l'ordre de la Couronne
- Commandeur de la Légion d'honneur